# 朱家尖岛
朱家尖岛是浙江省舟山群岛的一个岛屿，陆地面积61.82平方公里，人口26,406（五普）。属于舟山市普陀区管辖，上设朱家尖街道。是普陀山风景名胜区的组成部分，距普陀山岛2.5公里。舟山普陀山机场位于该岛，舟山岛与该岛有朱家尖跨海大桥相连，大桥于1999年5月建成通车。元朝大德五年(1301年)起，朱家尖岛成为普陀山庙产的一部分，成为普陀僧侣的给养基地。至今岛上所产西瓜被称为“佛瓜”。

## 景区
- 五连沙景区：南沙、东沙、千沙、里沙、青沙，五大沙滩湾湾相连，绵延5公里，堪称“十里金沙”。
- 白山景区：观音文化苑所在地，有印象普陀剧场，一座高114.9米的干丈崖上彩绘的一尊观音大立像壁画高69米，面积达2000平米，被誉为“海上莫高窟”。
- 乌石塘：位于樟州湾西岸，鹅卵石堆彻的海滩。
- 情人岛：位于朱家尖岛中部东侧，岸距南沙与东沙之间的岬角约百米。

## 图片

### 南沙景区
- 舟山朱家尖岛南沙滩海滨